# Dan Wheldon
Daniel Clive Wheldon (Emberton, 22 giugno 1978 – Las Vegas, 16 ottobre 2011) è stato un pilota automobilistico britannico.
Campione della Indy Racing League nel 2005, vinse due volte la 500 Miglia di Indianapolis (nel 2005 e nel 2011). Wheldon perse la vita in seguito ad un grave incidente nella gara conclusiva della stagione 2011 della IndyCar Series, sul circuito ovale di Las Vegas, il 16 ottobre 2011.

## Carriera

### Gli esordi
Dan Wheldon manifestò fin da molto piccolo l'ambizione di diventare pilota automobilistico. Iniziò a gareggiare su Kart all'età di quattro anni, sostenuto dal padre, progredendo di anno in anno nelle serie motoristiche giovanili. Tra gli altri, anche Jenson Button fu uno dei rivali di Wheldon nei primi anni della sua carriera. Vinse complessivamente 8 titoli britannici nei kart e nel 1998 chiuse al terzo posto nella Formula Ford nazionale. Nel 1999 emigrò negli Stati Uniti d'America, poiché il livello di investimenti richiesto per proseguire la sua carriera nel Regno Unito non era sostenibile dalla sua famiglia. In America gareggiò per diverse stagioni nelle categorie minori riservate a monoposto: U.S. F2000 Championship Series (che vinse), Toyota Atlantic Series e Indy Lights Series.

### IRL IndyCar Series

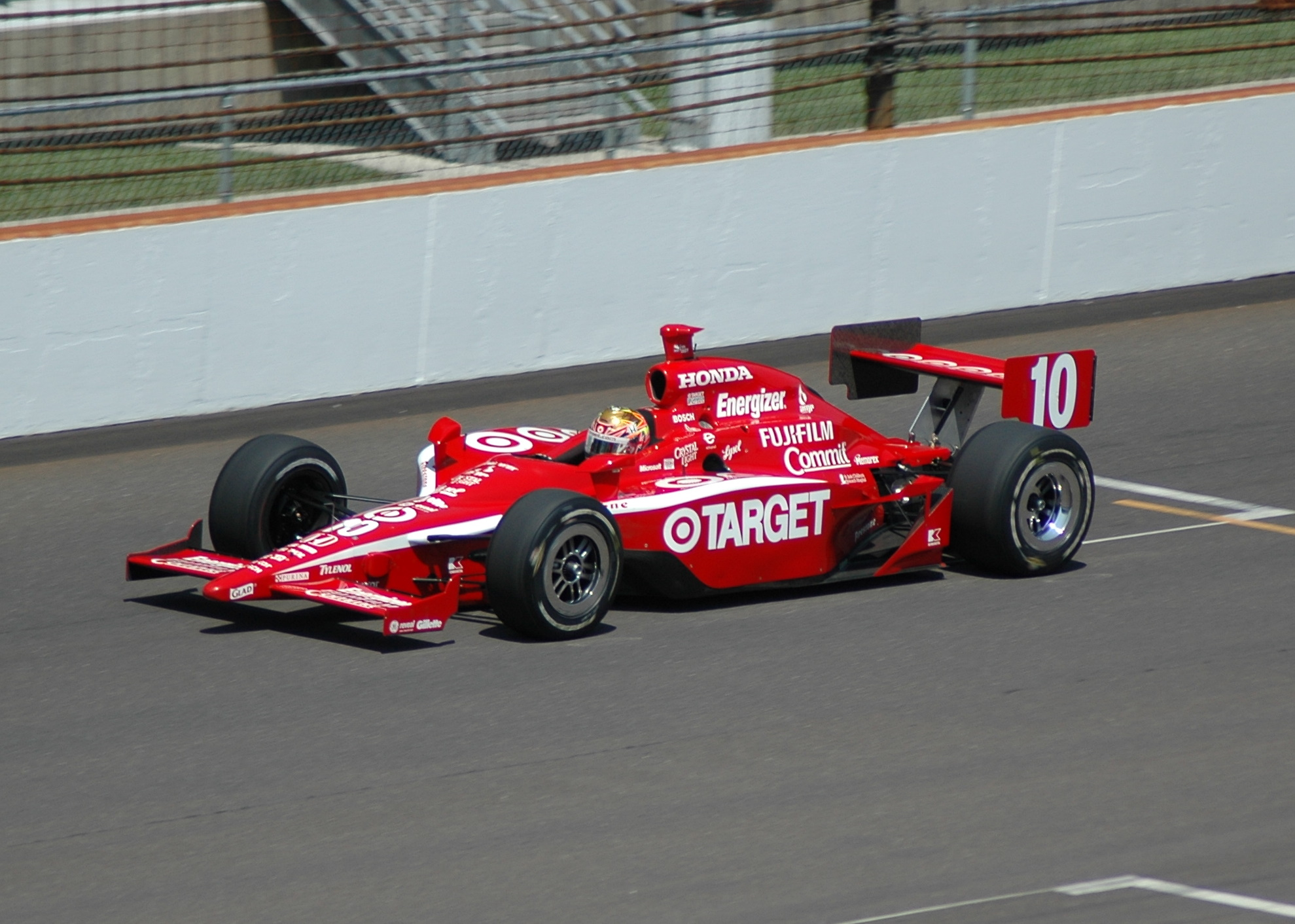
Dan Wheldon durante le prove della 500 Miglia di Indianapolis 2007

Nel 2002 il britannico debuttò nella IRL IndyCar Series, disputando due gare per la scuderia Panther Racing, come compagno di squadra del campione in carica Sam Hornish Jr.. L'anno seguente passò al team Andretti Green Racing, sostituendo al volante Michael Andretti, ritiratosi dalle corse. Vinse il premio Rookie of the Year come miglior esordiente della stagione. Nel 2004 vinse la sua prima gara in IRL, sull'ovale giapponese di Motegi; chiuse la stagione con tre vittorie e il secondo posto in classifica, alle spalle del compagno di squadra Tony Kanaan. Nel 2005 vinse la 500 Miglia di Indianapolis (primo britannico a riuscire nell'impresa dopo Graham Hill, vincitore nel 1966) e si laureò campione della categoria, con sei vittorie complessive. Riuscì a battere il record di cinque vittorie in una sola stagione, che apparteneva a Sam Hornish Jr.. Nel mese di novembre 2005 venne annunciato il suo passaggio alla scuderia Chip Ganassi Racing. Col team di Ganassi corse durante le stagioni 2006, 2007, 2008 della IRL IndyCar Series. A fine gennaio 2006 vinse la 24 Ore di Daytona, riservata a vetture sport, insieme a Scott Dixon e Casey Mears. Wheldon fu protagonista della lotta al titolo della IRL anche nella stagione 2006, chiudendo con 475 punti, appaiato a Sam Hornish Jr. del Team Penske. Quest'ultimo venne dichiarato campione avendo ottenuto un numero di vittorie (4) maggiore a quello di Wheldon (2). Durante questa stagione gli fu offerto un posto nella scuderia di Formula 1 BMW Sauber. Tuttavia il britannico rifiutò, non avendo le garanzie di essere pilota titolare.

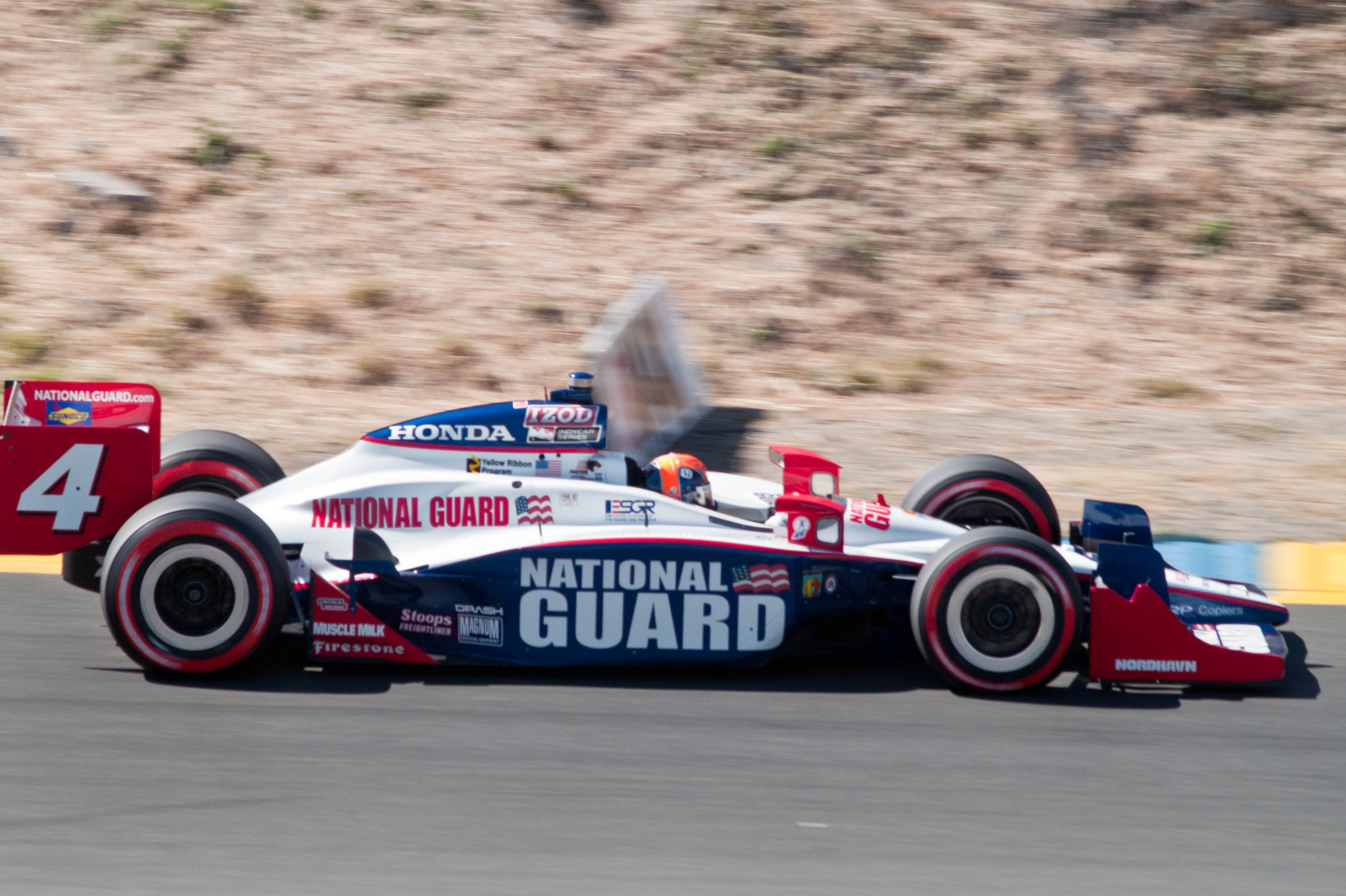
Wheldon a Sonoma nel 2010 su Dallara - Honda del team Panther Racing

 Nei campionati IRL 2007 e 2008 chiuse al quarto posto in classifica, vincendo due gare in entrambe le annate. In occasione della sua quindicesima vittoria nella categoria, conquistata il 22 giugno 2008 sul circuito Iowa Speedway, Wheldon donò i proventi della sua vincita in favore della popolazione della zona, colpita da tornadi e inondazioni. Nel settembre 2008 lasciò il team Chip Ganassi Racing, venendo sostituito da Dario Franchitti. Il 26 ottobre 2008 corse per il team Panther Racing, col quale aveva esordito in IRL, una gara di esibizione, non valida per la classifica, a Surfers Paradise. Fu proprio per la scuderia Panther che Dan Wheldon corse nelle stagioni 2009 e 2010. In questo biennio, caratterizzato da due secondi posti alla Indy 500, Wheldon non centrò vittoria alcuna e chiuse al nono e decimo posto il campionato. Per la stagione 2011 il suo posto al team Panther venne preso dal giovane pilota statunitense J.R. Hildebrand, campione 2009 della Indy Lights Series. Wheldon, nonostante la carriera di ottimo livello nella categoria, rimase senza scuderia. Riuscì, tuttavia, a prendere parte alla 500 Miglia di Indianapolis 2011 con il team Bryan Herta Autosport. Ironia della sorte volle che il britannico vinse la gara proprio alle spese del pilota J.R. Hildebrand, andato a sbattere contro il muretto all'ultima curva della corsa. Questa fu la seconda vittoria in carriera per Wheldon nella Indy 500. Nei mesi successivi il britannico fu attivo nei panni di tester della vettura adottata dalla IndyCar Series per il 2012. Nel mese di settembre, Dan Wheldon fu l'unico pilota ad accettare una sfida lanciata dalla direzione della IndyCar Series: partire dall'ultima fila e vincere l'ultima gara della stagione 2011, a Las Vegas. Se fosse riuscito nell'impresa, il pilota avrebbe vinto 5 milioni di dollari, da dividere con un tifoso sorteggiato. In preparazione a questo evento, Wheldon ottenne un posto nel team Sam Schmidt Motorsports, col quale prese parte alla gara del 2 ottobre 2011 in Kentucky chiudendo al quattordicesimo posto.

#### IndyCar Series
| Anno | Squadra                                       | 1      | 2      | 3      | 4       | 5       | 6       | 7      | 8      | 9      | 10     | 11     | 12     | 13     | 14     | 15     | 16     | 17     | 18       | 19     | Posizione | Punti |
| ---- | --------------------------------------------- | ------ | ------ | ------ | ------- | ------- | ------- | ------ | ------ | ------ | ------ | ------ | ------ | ------ | ------ | ------ | ------ | ------ | -------- | ------ | --------- | ----- |
| 2002 | Panther Racing                                | HMS    | PHX    | FON    | NZR     | INDY    | TXS     | PPIR   | RIR    | KAN    | NSH    | MIS    | KTY    | STL    | CHI 10 | TX2 15 |        |        |          |        | 36º       | 35    |
| 2003 | Andretti Green Racing                         | HMS    | PHX    | MOT 7  | INDY 19 | TXS 20  | PPIR 19 | RIR 8  | KAN 21 | NSH 4  | MIS 20 | STL 5  | KTY 8  | NZR 7  | CHI 4  | FON 4  | TX2 3  |        |          |        | 11º       | 312   |
| 2004 | Andretti Green Racing                         | HMS 3  | PHX 3  | MOT 1  | INDY 3  | TXS 13  | RIR 1   | KAN 9  | NSH 13 | MIL 18 | MIS 3  | KTY 3  | PPIR 3 | NZR 1  | CHI 4  | FON 3  | TX2 3  |        |          |        | 2º        | 533   |
| 2005 | Andretti Green Racing                         | HMS 1  | PHX 6  | STP 1  | MOT 1   | INDY 1  | TXS 6   | RIR 5  | KAN 2  | NSH 21 | MIL 5  | MIS 2  | KTY 3  | PPIR 1 | SNM 18 | CHI 1  | WGL 5  | FON 6  |          |        | 1º        | 618   |
| 2006 | Chip Ganassi Racing                           | HMS 1  | STP 16 | MOT 2  | INDY 4  | WGL 15  | TXS 3   | RIR 9  | KAN 2  | NSH 2  | MIL 8  | MIS 3  | KTY 4  | SNM 6  | CHI 1  |        |        |        |          |        | 2º        | 475   |
| 2007 | Chip Ganassi Racing                           | HMS 1  | STP 9  | MOT 2  | KAN 1   | INDY 22 | MIL 3   | TXS 15 | IOW 11 | RIR 3  | WGL 7  | NSH 8  | MDO 10 | MIS 12 | KTY 17 | SNM 7  | DET 3  | CHI 13 |          |        | 4º        | 466   |
| 2008 | Chip Ganassi Racing                           | HMS 3  | STP 12 | MOT 4  | LBH DNP | KAN 1   | INDY 12 | MIL 4  | TXS 4  | IOW 1  | RIR 4  | WGL 24 | NSH 2  | MDO 17 | EDM 7  | KTY 5  | SNM 4  | DET 20 | CHI 6    |        | 4º        | 492   |
| 2008 | Panther Racing                                |        |        |        |         |         |         |        |        |        |        |        |        |        |        |        |        |        |          | SRF 11 | 4º        | 492   |
| 2009 | Panther Racing                                | STP 14 | LBH 5  | KAN 10 | INDY 2  | MIL 10  | TXS 7   | IOW 4  | RIR 10 | WGL 10 | TOR 14 | EDM 15 | KTY 11 | MDO 16 | SNM 12 | CHI 22 | MOT 8  | HMS 21 |          |        | 10º       | 354   |
| 2010 | Panther Racing                                | SAO 5  | STP 20 | ALA 11 | LBH 9   | KAN 15  | INDY 2  | TXS 9  | IOW 11 | WGL 6  | TOR 10 | EDM 20 | MDO 14 | SNM 25 | CHI 2  | KTY 3  | MOT 10 | HMS 9  |          |        | 9º        | 388   |
| 2011 | Bryan Herta Autosport Sam Schmidt Motorsports | STP    | ALA    | LBH    | SAO     | INDY 1  | TXS1    | TXS2   | MIL    | IOW    | TOR    | EDM    | MDO    | NHM    | SNM    | BAL    | MOT    |        |          |        | 28º       | 75    |
| 2011 | Sam Schmidt Motorsports                       |        |        |        |         |         |         |        |        |        |        |        |        |        |        |        |        | KTY 14 | LVS Canc |        | 28º       | 75    |

### La morte

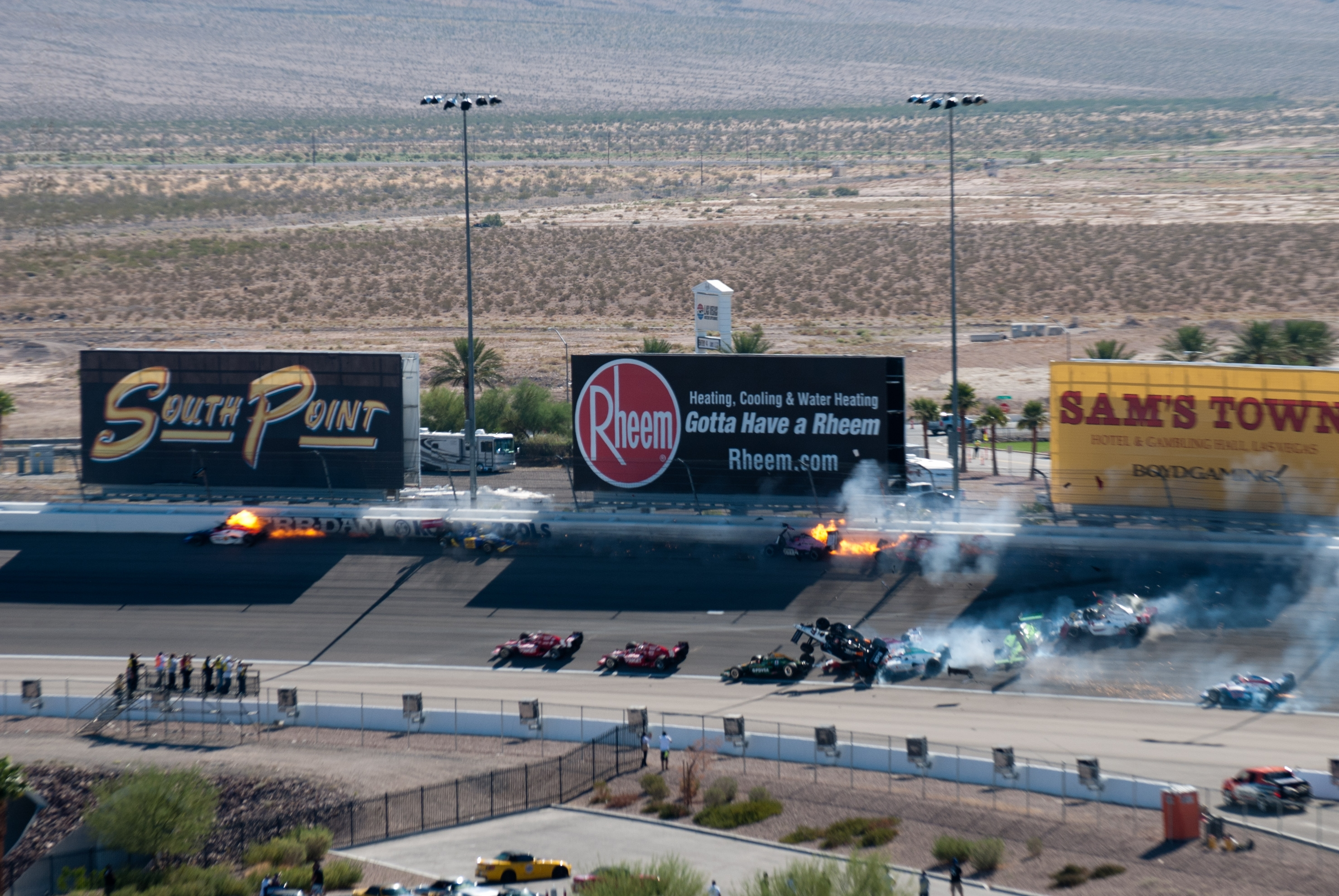
L'incidente fatale per Dan Wheldon a Las Vegas

Il 16 ottobre 2011, sul circuito ovale di Las Vegas, Dan Wheldon, partito dall'ultima posizione (la trentaquattresima) sulla griglia, come stabilito dal regolamento della scommessa che aveva intrapreso, rimase coinvolto, insieme ad altri quindici piloti, in un incidente. La vettura numero 77 del britannico si impennò andando a sbattere violentemente contro le barriere. Tredici dei piloti coinvolti riuscirono ad uscire sulle loro gambe dagli abitacoli. Wheldon venne trasportato in elicottero in condizioni disperate all'University Medical Centre di Las Vegas. Circa due ore dopo venne comunicato il decesso del pilota, avvenuto a causa delle gravi lesioni riportate. Lo stesso giorno del decesso venne comunicato che Wheldon avrebbe dovuto firmare per correre il campionato IndyCar 2012 con il team Andretti Green Racing, in sostituzione di Danica Patrick, destinata alla NASCAR.
Wheldon è stato sepolto nel cimitero e mausoleo cattolico del calvario a Clearwater, Florida.

## Vita privata
Dan Wheldon sposò la sua assistente personale Susie Behm nel 2008. Dalla loro unione nacquero due figli: Sebastian (ora pilota) nato nel febbraio 2009, e Oliver, nato nel mese di marzo 2011. Visse con la sua famiglia a St.Petersburg, in Florida. La notte prima dell'incidente fatale, Wheldon si fece tatuare il nome di sua moglie sul polso.